# Calocolobopterus principalis
Calocolobopterus principalis är en skalbaggsart som beskrevs av Edgar von Harold 1861. Calocolobopterus principalis ingår i släktet Calocolobopterus och familjen Aphodiidae. Inga underarter finns listade.